# Andrea Tannapfel
Andrea Tannapfel (geb. 1966 in Hoya) ist eine deutsche Ärztin, Wissenschaftlerin und Hochschullehrerin. Sie ist Dekanin der Medizinischen Fakultät der Ruhr-Universität Bochum und war bis 2023 Vorstandsvorsitzende der Deutschen Gesellschaft für Endoskopie und Bildgebende Verfahren. Tannapfel leitet das Institut für Pathologie der Ruhr-Universität, das Deutsche Mesotheliomsregister sowie das Colopredict Plus Register zur Erforschung des Kolonkarzinoms.

## Leben
Tannapfel studierte Medizin an der Medizinischen Hochschule Hannover. Am dortigen Institut für Pathologie promovierte sie über das duktale Adenokarzinom des Pankreas. Im Anschluss an ihre Dissertation absolvierte Tannapfel einen einjährigen Auslandsaufenthalt als Stipendiatin der Deutschen Forschungsgemeinschaft an der Pathologie der Universität Hiroshima in Japan. Anschließend war sie für drei Jahre am Pathologischen Institut der Universität Erlangen tätig.
Sie war ab 1996 am Pathologischen Institut der Universität Leipzig tätig. Hier habilitierte sie sich im Jahr 2000. In ihrer Zeit an der Leipziger Universität engagierte Tannapfel sich für Frauen, die familiär bedingt für längere Zeit aus dem Wissenschaftsbetrieb ausgeschieden waren, und sich um einen Wiedereinstieg bemühten. Hierfür begründete Tannapfel einen einjährigen Wiedereinstiegskurs für Akademikerinnen in dem unter anderem mikrobiologische, biochemische oder Immunologische Methoden sowie Grundlagen der Computertechnik vermittelt wurden. Tannapfel bemühte sich für diesen Kurs erfolgreich um Fördermittel der Europäischen Union und erwirkte somit, neben einem Entgelt für die Teilnehmer, auch eine Erstattung der Kosten für Kinderbetreuung. Im Jahr 2005 wurde Tannapfel an die Ruhr-Universität Bochum berufen. Im selben Jahr schloss sie ein nebenberuflich absolviertes Betriebswirtschaftsstudium ab.

### Positionen
Tannapfel stellt den Patienten in den Mittelpunkt von Forschung und Lehre sowie aller pflegerischen und therapeutischen Maßnahmen. Zudem misst sie der Sicherung der Qualität der Diagnostik und deren Weiterentwicklung einen hohen Stellenwert bei. Sie betont zudem die Bedeutung einer evidenzbasierten Diagnostik „in der Breite“. Für die Krebsmedizin im Ganzen empfiehlt sie einen interdisziplinären wertschätzenden Austausch aller beteiligten Akteure.

### Ehrenamtliches Engagement
Neben ihrem Engagement in der Deutschen Gesellschaft für Endoskopie und Bildgebende Verfahren ist Tannapfel auch in der Deutschen Krebsgesellschaft (DKG) aktiv. Im Jahr 2020 wurde Tannapfel Vorsitzende der Arbeitsgemeinschaft Tumorklassifikation in der Onkologie (ATO), die seit 2012 besteht. Zudem ist sie Sprecherin der Sektion B der DKG, in der die Arbeitsgemeinschaften der Fachgesellschaft gebündelt und koordiniert werden und in der sich mehr als 8000 DKG-Mitglieder organisieren.

## Publikationen

### Als Herausgeberin
- Malignant Mesothelioma. Springer Verlag, Heidelberg 2011, ISBN 978-3-642-26774-1 (auf Englisch).
- mit Günter Kloppel: Pathologie. Leber, Gallenwege und Pankreas. Springer Verlag, Heidelberg 2020 (Dritte Auflage), ISBN 978-3-642-04556-1.
- mit Helmut Messmann und Jens Werner: Gastrointestinale Onkologie. Thieme Verlag, Stuttgart 2018, ISBN 978-3-13-176761-5.

### Als Beitragende
- Tobias Heintges, Dieter Häussinger: Hepatitis B. Infektion – Therapie – Prophylaxe. Thieme Verlag, Stuttgart 2006, ISBN 978-3-13-142021-3.
- Jürgen F. Riemann, Wolfgang Fischbach, Peter R. Galle, Joachim Mössner: Referenz Gastroenterologie. Thieme Verlag, Stuttgart 2019, ISBN 978-3-13-240500-4.